# Feiras de troca de sementes

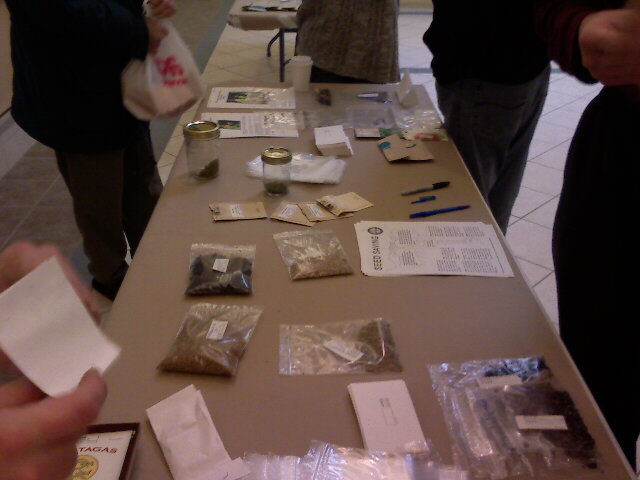
Troca de sementes em Urbana, Illinois

Feiras de trocas de sementes são eventos onde horticultores e entusiastas se reunem para trocar sementes. O escambo pode ser feito de maneira online ou pelo correio, especialmente quando os participantes estão muito distantes geograficamente. Feiras presenciais também estão crescendo em popularidade, em parte pelo crescente interesse na jardinagem orgânica e em variedades crioulas.
Feiras de trocas de sementes são excelentes eventos para pessoas que tem interesse em cultivar o seu próprio alimento. Alguns desses eventos são organizados como parte de um projeto educacional, onde visitantes tem a oportunidade de aprender sobre agricultura e jardinagem, sobre a cultura e biodiversidade locais.

## Significado cultural e culinário
A troca de sementes tem um grande significado cultural para muitas das pessoas envolvidas, porque permite que uma cultura que se tornou amplamente difundida, como a dos hispânicos e latino-americanos nos Estados Unidos, continue a cultivar os alimentos a que estão habituados, alimentos que muitas vezes têm grande importância e para as quais as sementes são frequentemente transportadas por grandes distâncias. Mike Szuberla, organizador de uma troca de sementes em Toledo, Ohio, observou: "As sementes são, num certo sentido, malas nas quais as pessoas podem transportar as suas culturas com elas... Muitas famílias trouxeram as suas sementes favoritas em viagens tremendas."
Em alguns casos, as trocas de sementes são eventos anuais e funcionam como celebrações comunitárias (comparáveis aos potlucks),:158como a troca anual de sementes (no seu 11º ano em 2008) na fazenda Oglethorpe perto de Atenas, Geórgia, organizada por dois professores de antropologia da Universidade da Geórgia (a universidade tem um banco de sementes, o "Southern Seed Legacy") . Os participantes partilham sementes de frutas e vegetais tradicionais cultivados nas suas famílias ou comunidades durante gerações; para alguns, o objetivo de tais trocas é preservar uma herança “moribunda”. Um objetivo semelhante é declarado para uma troca de sementes em Devon, Inglaterra, onde a Troca de Sementes de North Devon é realizada desde 1 de fevereiro de 2004.
O Dixon Community Seed Exchange, em Dixon, Novo México, acontece anualmente desde 2003. Distribui gratuitamente sementes de variedades locais e comerciais, conforme disponíveis, e também fornece um fórum para o intercâmbio de variedades peculiares às áreas montanhosas do norte do Novo México. Atrai várias centenas de participantes e as fotos podem ser visualizadas no seu site.
Um tipo distinto e menos público de troca de sementes envolve as sementes de maconha. :103–104 :291–292

## Significado biológico
Algumas trocas de sementes têm explicitamente um objetivo biológico – geralmente educar o público sobre agricultura biológica ou tentar manter a diversidade das culturas. A maior relevância global e os efeitos benéficos a longo prazo da agricultura ecológica sustentada pela troca de sementes, e os efeitos de tais práticas no combate aos efeitos da monocultura agroquímica, estão a começar a ser estudados.:201

## Restrições na União Europeia
O Tribunal de Justiça Europeu decidiu em 2012 que os agricultores da União Europeia estão autorizados, em circunstâncias restritas, a produzir e comercializar sementes de variedades de plantas que não estejam oficialmente registadas e aprovadas. A venda de tais sementes não poderia ser categoricamente proibida com base numa orientação existente da UE sobre o registo de sementes. A corporação Graines Baumax levou a tribunal a rede de agricultores nacionais Kokopelli e exigiu 50 mil euros (61 mil dólares). A Kokopelli ganhou este caso.
A França tem a implementação mais rigorosa das leis sobre sementes. O Parlamento Europeu rejeitou a proposta da Comissão Europeia de lei sobre material reprodutivo vegetal, também conhecida como "regulamento de sementes" em 2014.